# Großsteingrab Teterow
Das Großsteingrab Teterow (auch Hünenstein genannt) ist eine megalithische Grabanlage der jungsteinzeitlichen Trichterbecherkultur bei Teterow im Landkreis Rostock (Mecklenburg-Vorpommern). Es trägt die Sprockhoff-Nummer 397.

## Lage
Das Grab befindet sich kurz hinter dem nördlichen Ortsausgang von Teterow, etwa 100 m östlich der Bundesstraße 108 in einem Feld. Südwestlich von Teterow, 4,1 km von dem Großsteingrab entfernt, befindet sich im Waldstück Hohes Holz ein Steinkistengrab.

## Beschreibung
Die Anlage besitzt eine nordwest-südöstlich orientierte, ursprünglich von einem Rollsteinhügel ummantelte Grabkammer, bei der es sich um einen Großdolmen handelt. Von ihr ist nur noch die nordwestliche Hälfte erhalten. Der nordwestliche Abschlussstein und jeweils zwei Wandsteine der Langseiten stehen noch in situ. Von den beiden noch vorhandenen Decksteinen ist der nordwestliche verschoben und der folgende auf einer Seite ins Innere der Kammer gesunken. Beide Decksteine weisen zahlreiche Schälchen auf. Da die Kammer mit 2 m recht breit ist, dürfte sie ursprünglich sehr lang gewesen sein und aus mindestens vier Jochen bestanden haben.